# Coelichneumon nivosus
Coelichneumon nivosus är en stekelart som beskrevs av Heinrich 1966. Coelichneumon nivosus ingår i släktet Coelichneumon och familjen brokparasitsteklar. Inga underarter finns listade i Catalogue of Life.